# Ljunghems församling
Ljunghems församling var en församling i Skara stift och i Skövde kommun. Församlingen uppgick  1996 i Vretens församling. 

## Administrativ historik
Församlingen har medeltida ursprung.
Församlingen var till 1962 annexförsamling i pastoratet Varola, Värsås, Edåsa och Ljunghem. Från 1962 till 1996 annexförsamling i pastoratet Värsås, Varola, Ljunghem, Edåsa, Sventorp och Forsby som till 1974 även omfattade Mofalla församling. Församlingen uppgick  1996 i Vretens församling.

## Kyrkor
Församlingskyrka var Vretens kyrka, gemensam med Edåsa församling.